# لا شين
لا شين حي سكني يقع إدارياً ضمن مونتريال في كندا. وتبلغ مساحته 17.8 كم². تحده إدارياً دورفال.

## أعلام
- سول بيلو
- جون ليس
- الكسندر ويب موريس
- دايفيد جونسون
- جورج سيمبسون
- توماس دود
- تريسي ويلسون
- تشارلي هودج
- إد وينغو

## وصلات خارجية
- الموقع الرسمي